# Unione Sportiva Osimana 1980-1981
Questa voce raccoglie le informazioni riguardanti l'Unione Sportiva Osimana nelle competizioni ufficiali della stagione 1980-1981.

## Rosa
| N. |                   | Ruolo | Calciatore             |
| -- | ----------------- | ----- | ---------------------- |
|    | Italia (bandiera) | D     | Stefano Baffetti       |
|    | Italia (bandiera) | D     | Nazzario Baggiarini    |
|    | Italia (bandiera) | C     | Marco Battisti         |
|    | Italia (bandiera) | C     | Gabriele Bolognesi     |
|    | Italia (bandiera) | A     | Giorgio Buffone        |
|    | Italia (bandiera) | A     | Maurizio Candolini     |
|    | Italia (bandiera) | P     | Maurizio Carbonari     |
|    | Italia (bandiera) | C     | Marco Carlini          |
|    | Italia (bandiera) | D     | Francesco Chimenti (I) |
|    | Italia (bandiera) |       | De Martino             |
|    | Italia (bandiera) |       | Finocchi               |
|    | Italia (bandiera) | D     | Marco Lombardi         |
|    | Italia (bandiera) |       | Mari                   |

| N. |                   | Ruolo | Calciatore         |
| -- | ----------------- | ----- | ------------------ |
|    | Italia (bandiera) | P     | Fabio Mengarelli   |
|    | Italia (bandiera) | C     | Pierpaolo Montillo |
|    | Italia (bandiera) |       | Paglierini         |
|    | Italia (bandiera) |       | Pepe               |
|    | Italia (bandiera) | A     | Damiano Pesaresi   |
|    | Italia (bandiera) | D     | Piero Petrini      |
|    | Italia (bandiera) | C     | Pietro Piazzoni    |
|    | Italia (bandiera) | C     | Alvaro Retini      |
|    | Italia (bandiera) | D     | Augusto Sacchi     |
|    | Italia (bandiera) | C     | Roberto Sgolastra  |
|    | Italia (bandiera) | D     | Giancarlo Torresi  |
|    | Italia (bandiera) | C     | Mario Trevani      |
|    | Italia (bandiera) | C     | Andrea Truant      |